# Цвындырта
Цвындырта (абх. Ҵәындырҭа) — посёлок в Абхазии, в Гудаутском районе частично признанной Республики Абхазия, согласно административному делению Грузии — в Гудаутском муниципалитете Абхазской Автономной Республики, в составе села Ачандара (исторический регион Бзып).
В административном отношении посёлок является исторической ахаблой в Ачандарской сельской администрации (абх. Аҷандара ақыҭа ахадара), в прошлом Ачандарского сельсовета.

## Этимология
Название посёлка происходит от одноименённой речки Цвындырта, протекающей в том же месте.

## История
К востоку от села Ачандара, в верховьях реки Цвындырта, на её правом берегу, в 1955 году был обнаружен могильник IX—VIII вв. до н. э. В погребении на территорий участка М. А. Хагба было найдено два бронзовых орнаментированных топора с клиновидным обухом, остроовальным отверстием и слегка асимметричным лезвием. На боковых полях лезвия первого топора шахматный рисунок, шейку охватывает запунктиренный зигзаг между заштрихованными поясками, в обушной части рисунок из ромбов и кружочков, заполненный пунктиром. На верхних полях у внутреннего угла отверстия схематические изображения двух птиц. Длина топора 16 см, ширина лезвия 5,5 см. Другой топор орнаментирован на боковых полях лезвия изображением фантастического животного («гвера») среди запунктиренных кружочков. Шейка охвачена рядом заштрихованных поясков. На боковых полях в обушной части волнообразно нанесены схематические изображения лошадиных голов.

## Известные уроженцы
Мхонджия Хынтрыгу (Иван-абхазец) знаменитый партизан ВОВ.
Хагба Алексей Басович — заслуженный работник культуры Абхазской АССР.
Хагба Анатолий — народный артист Республики Абхазия.